# تحصیل قصور
تحصیل قصور (به انگلیسی: Kasur Tehsil) یک تحصیل در پاکستان است که در پنجاب واقع شده‌است.